# Nombre magique (physique)
Pour les articles homonymes, voir Nombre magique.

Graphe de stabilité des isotopes.
Voir les détails sur le site suivant : http://www.ostralo.net/3_animations/swf/diagrammeNZ_1.swf

En physique nucléaire, un nombre magique est un nombre de protons ou de neutrons pour lequel un noyau atomique est particulièrement stable ; dans le modèle en couches décrivant la structure nucléaire, cela correspond à un arrangement en couches complètes.
Les sept nombres magiques vérifiés expérimentalement sont : 2, 8, 20, 28, 50, 82, 126 (suite A018226 de l'OEIS). Une approche théorique montre que 184 pourrait être le 8e nombre magique.
Les nombres magiques, découverts dans les années 1940, ont été déterminés à l’origine par des études empiriques ; cependant, si la forme du potentiel nucléaire est connue, alors il est possible de résoudre l’équation de Schrödinger pour le mouvement des nucléons, et ainsi de calculer précisément les niveaux d’énergie nucléaires. On admet que les couches nucléaires apparaissent quand la séparation entre niveaux d’énergie dépasse de façon significative la séparation locale moyenne.

## Propriétés
Les noyaux atomiques ayant un tel nombre de protons ou de neutrons ont une énergie de liaison par nucléon plus élevée que celle prédite par la formule de Weizsäcker, et sont ainsi plus stables par rapport à la désintégration nucléaire. Les noyaux qui ont à la fois un nombre de neutrons et un nombre de protons égaux à l’un des nombres magiques sont dits doublement magiques, et sont particulièrement stables. C’est par exemple le cas du plomb 208 qui est constitué de 82 protons et 126 neutrons et est le plus lourd de tous les nucléides stables existants. Le calcium 48, constitué de 20 protons et 28 neutrons, est également quasiment stable — avec une période radioactive de 4,3+3.8
−2.5×1019 années, c'est-à-dire trois milliards de fois l'âge de l'univers — et ce malgré un nombre de neutrons élevé pour un élément léger.

## Niveaux d'énergie nucléaires

### Résultats du modèle en couches: nombres « magiques » et « semi-magiques »
Le modèle en couches standard — conceptualisé notamment par les physiciens allemands Maria Göppert-Mayer et J. Hans D. Jensen, qui ont partagé le prix Nobel de physique 1963 — propose l'organisation des nucléons en niveaux d'énergie quantifiés comme présenté dans le tableau ci-dessous (tenant compte du couplage spin-orbite, le spin étant indiqué en indice) dont dérivent les nombres magiques de nucléons dans le noyau atomique par un principe d'Aufbau cumulatif similaire à celui des électrons dans l'atome :
|                     |          |                           |                           |
| Sous-couche 1s 1/2  | 2 états  | → 1er nombre magique = 2  |                           |
|                     |          |                           |                           |
| Sous-couche 1p 3/2  | 4 états  |                           | nombre semi-magique : 6   |
| Sous-couche 1p 1/2  | 2 états  | → 2e nombre magique = 8   |                           |
|                     |          |                           |                           |
| Sous-couche 1d 5/2  | 6 états  |                           | nombre semi-magique : 14  |
| Sous-couche 2s 1/2  | 2 états  |                           | nombre semi-magique : 16  |
| Sous-couche 1d 3/2  | 4 états  | → 3e nombre magique = 20  |                           |
|                     |          |                           |                           |
| Sous-couche 1f 7/2  | 8 états  | → 4e nombre magique = 28  |                           |
|                     |          |                           |                           |
| Sous-couche 2p 3/2  | 4 états  |                           | nombre semi-magique : 32  |
| Sous-couche 1f 5/2  | 6 états  |                           | nombre semi-magique : 38  |
| Sous-couche 2p 1/2  | 2 états  |                           | nombre semi-magique : 40  |
| Sous-couche 1g 9/2  | 10 états | → 5e nombre magique = 50  |                           |
|                     |          |                           |                           |
| Sous-couche 1g 7/2  | 8 états  |                           | nombre semi-magique : 58  |
| Sous-couche 2d 5/2  | 6 états  |                           | nombre semi-magique : 64  |
| Sous-couche 2d 3/2  | 4 états  |                           | nombre semi-magique : 68  |
| Sous-couche 3s 1/2  | 2 états  |                           | nombre semi-magique : 70  |
| Sous-couche 1h 11/2 | 12 états | → 6e nombre magique = 82  |                           |
|                     |          |                           |                           |
| Sous-couche 1h 9/2  | 10 états |                           | nombre semi-magique : 92  |
| Sous-couche 2f 7/2  | 8 états  |                           | nombre semi-magique : 100 |
| Sous-couche 2f 5/2  | 6 états  |                           | nombre semi-magique : 106 |
| Sous-couche 3p 3/2  | 4 états  |                           | nombre semi-magique : 110 |
| Sous-couche 3p 1/2  | 2 états  |                           | nombre semi-magique : 112 |
| Sous-couche 1i 13/2 | 14 états | → 7e nombre magique = 126 |                           |
|                     |          |                           |                           |
| Sous-couche 2g 9/2  | 10 états |                           | nombre semi-magique : 136 |
| Sous-couche 3d 5/2  | 6 états  |                           | nombre semi-magique : 142 |
| Sous-couche 1i 11/2 | 12 états |                           | nombre semi-magique : 154 |
| Sous-couche 2g 7/2  | 8 états  |                           | nombre semi-magique : 162 |
| Sous-couche 4s 1/2  | 2 états  |                           | nombre semi-magique : 164 |
| Sous-couche 3d 3/2  | 4 états  |                           | nombre semi-magique : 168 |
| Sous-couche 1j 15/2 | 16 états | → 8e nombre magique = 184 |                           |
|                     |          |                           |                           |
Les nombres dits « semi-magiques » correspondent à la saturation d'une sous-couche nucléaire, tandis que les nombres dits « magiques » correspondent à la saturation d'une couche nucléaire. Tous les nombres semi-magiques sont loin d'avoir été observés, tout dépend du degré de dégénérescence des sous-couches nucléaires ; les nombres magiques, en revanche, sont assez clairement mis en évidence par l'expérience.
Les noyaux constitués par un nombre magique de protons et un nombre magique de neutrons, dits « doublement magiques » (ou « doublement sphériques ») sont particulièrement stables, ceux qui sont radioactifs ayant une radioactivité inférieure à celle attendue à partir de la formule de Weizsäcker issue du modèle de la goutte liquide :
- l'hélium 4 avec 2 protons et 2 neutrons, stable ;
- l'oxygène 16 avec 8 protons et 8 neutrons, stable ;
- le silicium 42 avec 14 protons et 28 neutrons, plus stable que calculé bien qu'il ait deux fois plus de neutrons que de protons[4] ; le nombre 14 apparaît ici comme semi-magique et marquerait la saturation de la sous-couche nucléaire 1d 5/2 en plus des deux couches nucléaires sous-jacentes[3] ;
- le calcium 40 avec 20 protons et 20 neutrons, stable ;
- le calcium 48 avec 20 protons et 28 neutrons, quasi stable[b] malgré son excès de neutrons ;
- le nickel 48 avec 28 protons et 20 neutrons, moins radioactif qu'attendu malgré son très fort excès de protons ;
- le rhodium 103 avec 45 protons et 58 neutrons, seul isotope stable du rhodium qui, avec 45 protons, aurait une sous-couche 1g 9/2 remplie à moitié (d'où une moins grande stabilité) et ne serait stable qu'avec le nombre « semi-magique » de 58 neutrons ;
- le plomb 208 avec 82 protons et 126 neutrons, le plus massif de tous les nucléides stables.

La multiplication d'observations de ce genre appuie le modèle en couches du noyau atomique de façon convaincante depuis un bon demi-siècle.

### Îlot de stabilité et nombres magiques
Pour un article plus général, voir îlot de stabilité.
Les nombres magiques jouent un rôle déterminant dans les stratégies suivies par les différentes équipes en quête de l'îlot de stabilité, un ensemble hypothétique de nucléides superlourds (Z≫100 et N≫250) qui seraient remarquablement stables malgré leur masse élevée, avec des périodes radioactives excédant peut-être la minute. La tentation première serait de cibler un noyau doublement magique constitué de 126 protons et 184 neutrons, c'est-à-dire l'unbihexium 310, mais les choses ne sont pas si simples.
En effet, si la situation est relativement claire pour les six premiers nombres magiques ainsi que pour le septième (et à moindre mesure le huitième) nombre magique de neutrons, il semble que le septième nombre magique de protons soit peut-être différent de 126 en raison de l'effet du grand nombre de neutrons dans de tels noyaux, ce qui déplace d'autant l'hypothétique îlot de stabilité :
- la théorie MM (pour Microscopic-Macroscopic) suggère de rechercher un îlot de stabilité concentré autour du flérovium 298, dont le noyau à 114 protons et 184 neutrons serait « doublement sphérique », à la suite du plomb 208 ;
- la théorie de champ moyen relativiste (RMF, pour Relativistic Mean-Field Theory) suggère plutôt un îlot de stabilité diffus autour des noyaux 304Ubn, 306Ubb ou 310Ubh selon les paramètres retenus, c'est-à-dire avec 184 neutrons mais respectivement 120 protons, 122 protons ou 126 protons.

Cependant, des calculs fondés sur l'effet tunnel montrent que, si des noyaux doublement magiques ou sphériques étaient, dans ces régions, probablement stables du point de vue de la fission spontanée, ils devraient cependant subir des désintégrations α avec une période radioactive de quelques microsecondes,,. C'est la raison pour laquelle on se concentre plutôt aujourd'hui sur la recherche d'un îlot de relative stabilité centré autour du darmstadtium 293 et défini par Z ∈ [104 ; 116] et N ∈ [176 ; 186].